# Saint-Aubin-le-Vertueux

Saint-Aubin-le-Vertueux este o comună în departamentul Eure, Franța. În 1 ianuarie 2018 avea o populație de 857 de locuitori.